# Marktplatz 8 (Bad Kissingen)

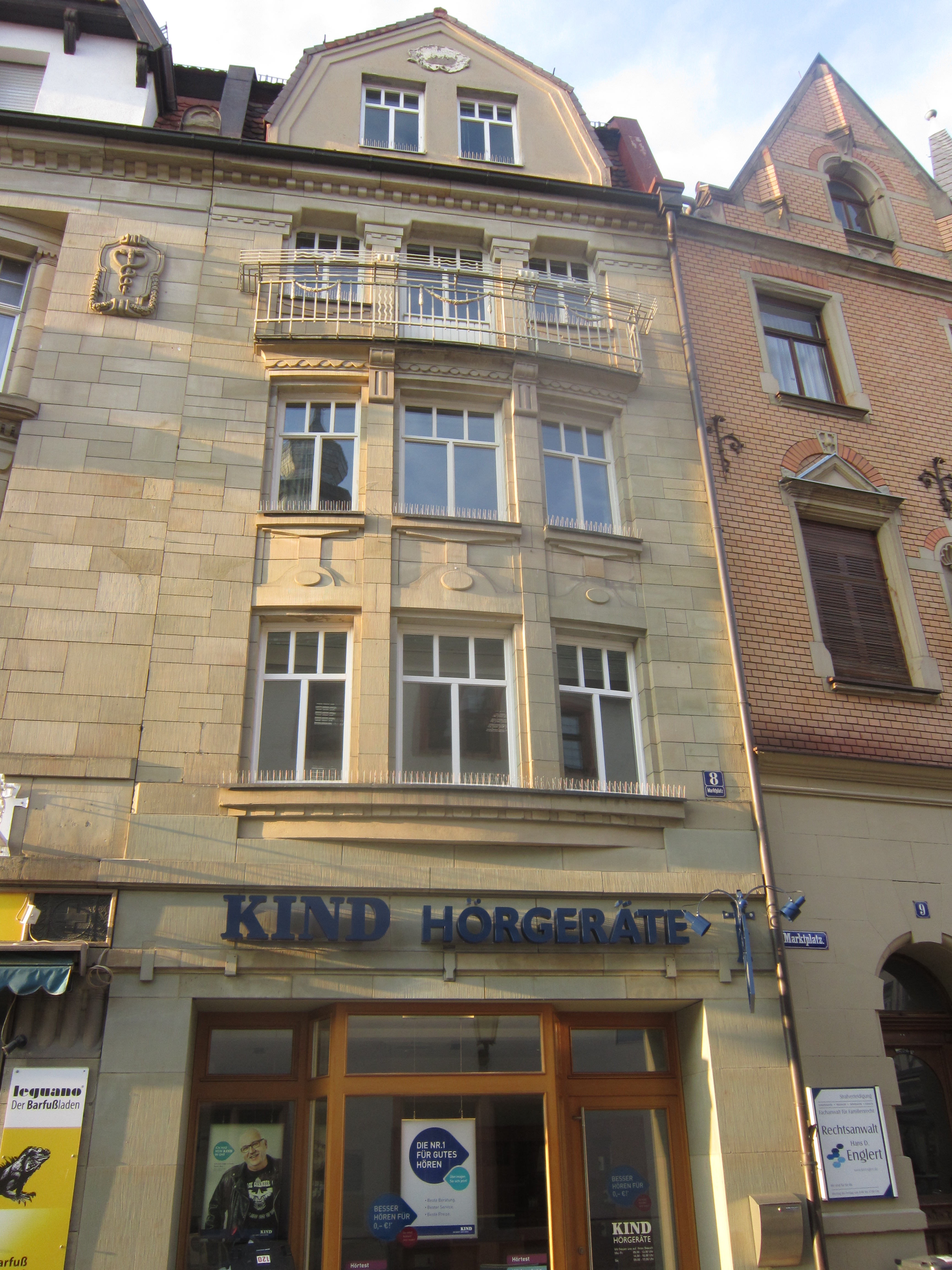
Marktplatz 8 in Bad Kissingen

Das Gebäude Marktplatz 8 in Bad Kissingen, der Großen Kreisstadt des unterfränkischen Landkreises Bad Kissingen befindet sich auf dem Marktplatz des Ortes, gehört zu den Bad Kissinger Baudenkmälern und ist unter der Nummer D-6-72-114-56 in der Bayerischen Denkmalliste registriert.

## Geschichte
Am Standort des heutigen Anwesens Marktstraße 8 befand sich vorher ein niedrigerer und schlichterer Halbwalmdachbau. Das heutige Anwesen Markstraße 8 entstand im Jahr 1910 als dreigeschossiger Sandsteinbau im Jugendstil und wurde von Architekt Adolf Gögel aus Meiningen erbaut. Es ist ebenso wie das Nachbargebäude Marktplatz 7, mit dem es eine Baugruppe bildet, mit Zwerchhaus und einer leicht vorgewölbten Dreifensterfront ausgestattet.